# Schinus areira
Schinus areira, conocido como aguaribay en el centro de la Argentina, es un árbol de la familia de las anacardiáceas, del género conocido como molles o árboles de la pimienta. Es nativo de América del Sur, donde crece de forma silvestre en el centro y norte de Argentina, desde la provincia de Córdoba hasta Jujuy. Por su valor como ornamental se ha introducido en zonas templadas y cálidas de todo el mundo. Otros nombres comunes que recibe son: molle o pimiento atacameño (Chile), molle del Perú (Catamarca), molle de Bolivia (Jujuy), molle de Castilla (Jujuy y Bolivia), gualeguay, pimiento, pimentero, árbol de la pimienta, terebinto, pimiento del diablo, bálsamo, curanguay y mulli. En México, donde la especie está asilvestrada, sus nombres comunes incluyen: pirul, árbol del Perú, molle, peloncuahuite y copalastle. Debido a que el fruto se consume como sucedáneo, o reemplazo de la pimienta, en las provincias del centro de la Argentina se lo denomina falso pimiento, y en la cocina latinoamericana tiene lugar específico.

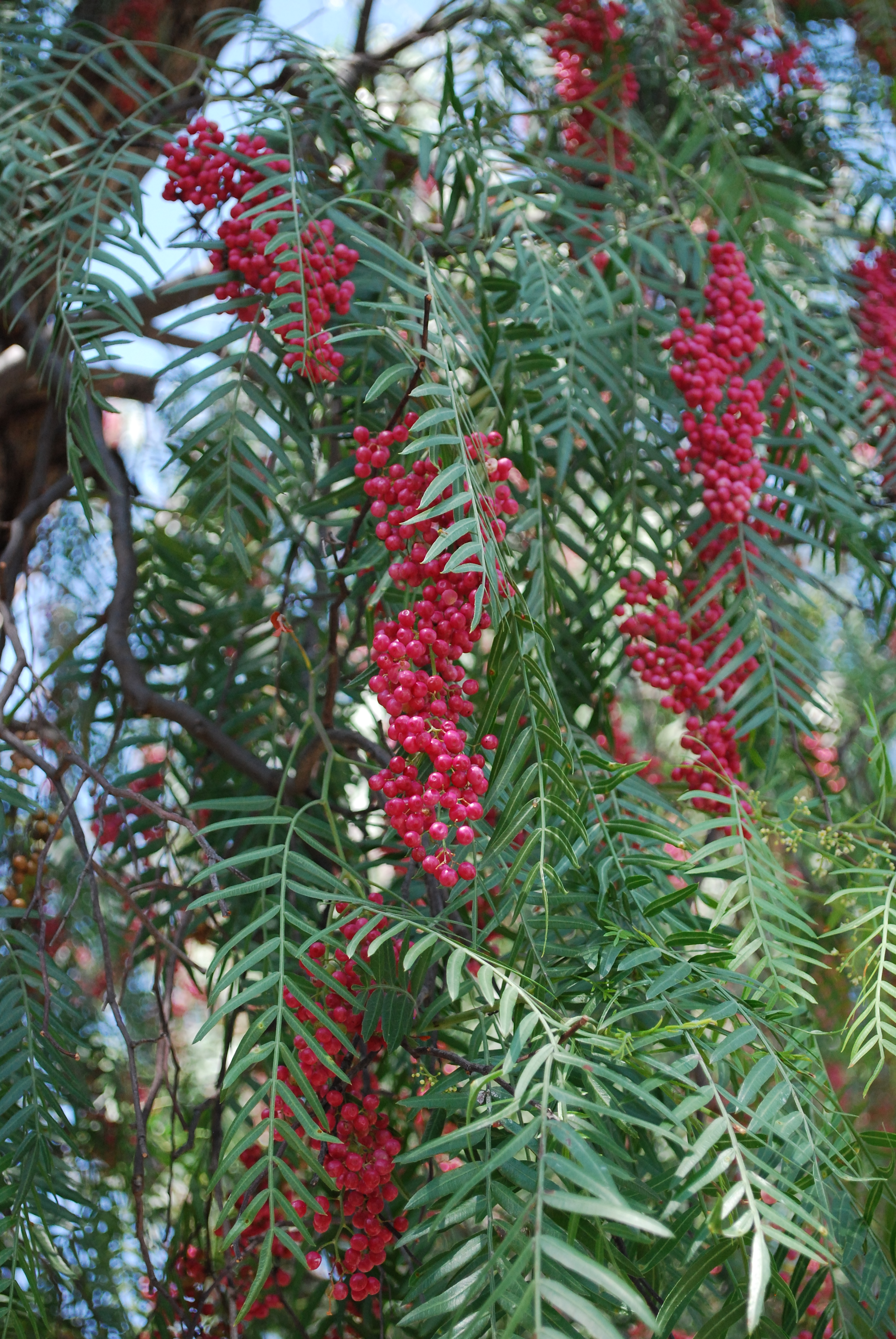
Frutos maduros (rojos) del árbol en cuestión

## Características
S. areira es un árbol perenne, de porte mediano o grande, alcanzando los 10 a 15 m de altura; el fuste es grueso, de 80 a 100 cm de diámetro, cubierto por corteza pardogrisácea, a veces rojiza, escamosa, impregnada de una resina muy fragante. La copa es de forma globosa y con ramaje colgante, similar al de los sauces (Salix spp.), delgado y glabro. Las hojas son compuestas, alternas, normalmente imparipinnadas pero a veces paripinnadas, de entre 15 y 25 cm de largo, ubicadas en ramillas péndulas alternas; cada una muestra 7 a 16 pares de folíolos subcoriáceos, lineares a lanceolados, casi sésiles, con el margen ligeramente dentado. Ante la abrasión despiden una fuerte fragancia a trementina.
Es dioico. A mediados de primavera produce inflorescencias muy ramificadas en forma de panículas terminales o axilares, largas, péndulas, formadas por floros pequeños de color verde pálido, blanquecino o amarillento. De estos se forman drupas globosas, de tonalidad rojiza, con el cáliz persistente; son comestibles teniendo un sabor a la vez dulce y picante al que deben su nombre, muy aromáticos. Contienen una semilla ovoide, de color amarillo o pardo. Consumidos por las aves, se dispersa por ornitocoria.

## Hábitat y dispersión

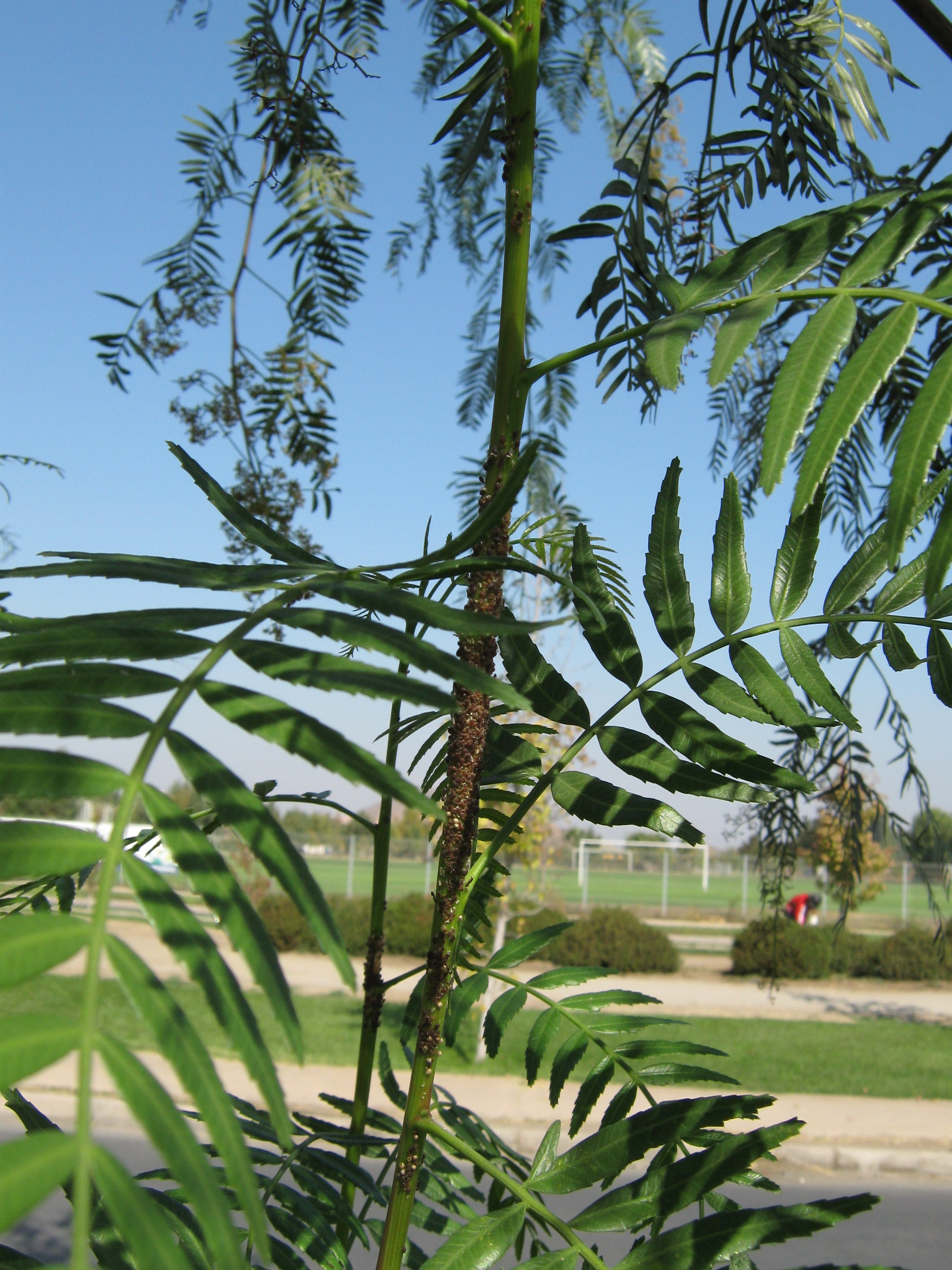
Rama infestada por áfidos.

El aguaribay crece con gran velocidad y se adapta con facilidad a suelos muy distintos, aunque no tolera el anegamiento ni la alcalinidad extrema. Es resistente a la sequía y a las heladas, aunque los ejemplares juveniles pueden padecer los extremos de frío. Es fotófilo, alcanilófilo y freatófilo. Se planta normalmente de semilla.

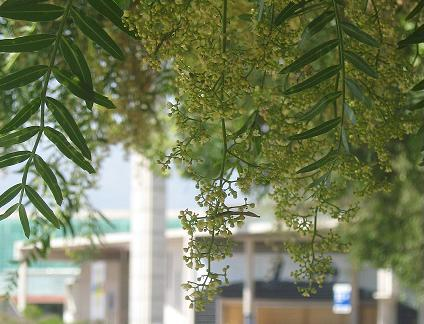
Inflorescencia

El alcohol presente en las hojas y frutos inhibe el crecimiento de otras plantas a su sombra, es decir, presenta alelopatía.
Su distribución abarca desde el centro oeste de Argentina, hacia el norte. Centro y norte de Chile, Paraguay, Sur de Brasil y Uruguay.
En general abarca la zona Chaqueña occidental y de la Prepuna

## Uso
Por su vasta copa se lo aprecia en jardinería, aunque es excesivamente grande para uso urbano, salvo en parques o predios abiertos. El fruto se consume como sucedáneo de la pimienta, y en la cocina latinoamericana tiene lugar específico.
Se emplea también el aceite esencial obtenido de los frutos, de color amarillo ambarino y olor acre; los principales ingredientes de este son el carvacrol, el felandreno, el formiato de 3-metilpentanol y el terpineol.
La resina, conocida antaño como mastix americana, se usaba como purgante. De la corteza y las hojas aromáticas se preparaban emplastos para las úlceras e hinchazones cutáneas; tomado en decocto, se le atribuyen propiedades emenagogas.
En su Crónica del Perú, escrita entre los años 1540 y 1550, el cronista de la Conquista Pedro de Cieza de León dedica un capítulo (CXII) sobre este árbol y su utilización entre los antiguos peruanos, como la obtención de un brebaje alcohólico y otros productos: "De una fruta muy menuda que cría este árbol hacen vino o brebaje muy bueno, y vinagre; y miel harto buena, con no más de deshacer la cantidad que quieren desta (sic) fruta con agua en alguna vasija, y puesta al fuego, después de ser gastada la parte perteneciente, queda convertida en vino o en vinagre o en miel, según es el cocimiento" (Cieza de León, 1984, p. 380).

## Taxonomía
Schinus areira fue descrita por Carlos Linneo y publicado en Species Plantarum 1: 389. 1753.
Sinonimia
- Schinus molle var. areira (L.) DC.	[3]

## Otras bibliografías
1. Arrillaga de Maffei, B., G. Ziliani & J. Ren. 1973. Anacardiáceas de Uruguay. Bol. Fac. Agron. Univ. Republ. (Montevideo) 126: 1–30.
2. Martinez Crovetto, R. 1963. Bonplandia (Corrientes) 1: 227–244.
3. Munoz, J. d. D. 1990. Anacardiaceae. 1–84. In G. F. Bocquet & M. R. Crosby (eds.) Fl. Paraguay. Conservatoire et Jardin botaniques de la Ville de Genève; Missouri Botanical Garden, Geneva; St. Louis.
4. Zuloaga, F. O., O. Morrone, M. J. Belgrano, C. Marticorena & E. Marchesi. (eds.) 2008. Catálogo de las Plantas Vasculares del Cono Sur (Argentina, Sur de Brasil, Chile, Paraguay y Uruguay). Monogr. Syst. Bot. Missouri Bot. Gard. 107(1): i–xcvi, 1–983; 107(2): i–xx, 985–2286; 107(3): i–xxi, 2287–3348.